# Ostercappeln
Ostercappeln är en kommun och ort i Landkreis Osnabrück i förbundslandet Niedersachsen i Tyskland.